# الابرق
الابرق (به عربی: الأبرق) یک منطقهٔ مسکونی در لیبی است که در استان درنه واقع شده‌است.

## خصوصیات
الابرق ۸٬۸۶۱ نفر جمعیت دارد.